# Miao Tian
Dans ce nom chinois, le nom de famille, Miao, précède le nom personnel.
Pour les articles homonymes, voir Miao.
Miao Tian (en chinois : 苗甜 ; pinyin : Miáo Tián), née le 18 janvier 1993 à Pékin, est une rameuse chinoise. Elle est médaillée de bronze en huit féminin aux Jeux olympiques d'été de 2020.

## Carrière
Avec l'équipage chinois, elle remporte la médaille de bronze en huit féminin aux Jeux olympiques d'été de 2020 derrière les Canadiennes et les Néo-Zélandaises.

## Palmarès

### Jeux olympiques
- médaille de bronze en huit féminin aux Jeux olympiques d'été de 2020 à Tokyo

### Championnats du monde
- médaille de bronze en huit féminin aux Championnats du monde 2014 à Amsterdam

### Jeux asiatiques
- médaille d'or en deux sans barreur aux Jeux asiatiques de 2014 à Incheon